# Blindskrift
Blindskrift är en skrift skapad för att avläsas med hjälp av fingrarnas beröring av ett reliefartat mönster på ett underlag, oftast papper. Det kan antingen röra sig om de "vanliga" bokstäverna eller olika andra koder som representerar dessa. Genom tiderna har det funnits många olika system för blindskrift. Vanligen åsyftas Brailleskrift/punktskrift. Skrift som avläses med beröring användes exempelvis av den franska militären för att mottagaren lättare skulle kunna läsa budskapet i mörka förhållanden, även utan ljus om så krävdes och därmed minska risken för att upptäckas av fienden.

## Punktskrift
Idén vidareutvecklades sedan av en fransman vid namn Louis Braille som själv var blind och förstod nyttan av ett taktilt alfabet och även de speciella kraven som en synskadad människa har i sammanhanget. Ett skrivtecken i Braille-skriften består av mellan sex och åtta punkter som alltid är anordnade i två spalter, i en fyrkant. Skriften är därigenom mycket utrymmeskrävande och speciellt tjockt papper behövs. För att snabba upp skriv- och läsprocessen har olika kortskriftssystem utvecklats. Kortskrift eller förkortad punktskrift är vanlig i många länder, men numera inte i Sverige. Det har ifrågasatts om de verkligen ökar läs- och skrivprocessen. Dessutom kan personer med dyslexi få det svårare att lära sig kortskrift än fullskrift.